# Västerländsk filosofi
Västerländsk filosofi är den filosofiska tradition som har växt fram inom västvärlden.
I kronologiskt avseende kan man dela in denna på följande sätt:
1. Försokratisk filosofi
2. Antikens filosofi
3. Medeltidens filosofi
4. Renässansens filosofi
5. 1600-talets filosofi
6. Upplysningens filosofi
7. Vår tids filosofi